# Pheidole argentina
Pheidole argentina är en myrart som först beskrevs av Bruch 1932.  Pheidole argentina ingår i släktet Pheidole och familjen myror. IUCN kategoriserar arten globalt som sårbar. Inga underarter finns listade i Catalogue of Life.

## Bildgalleri

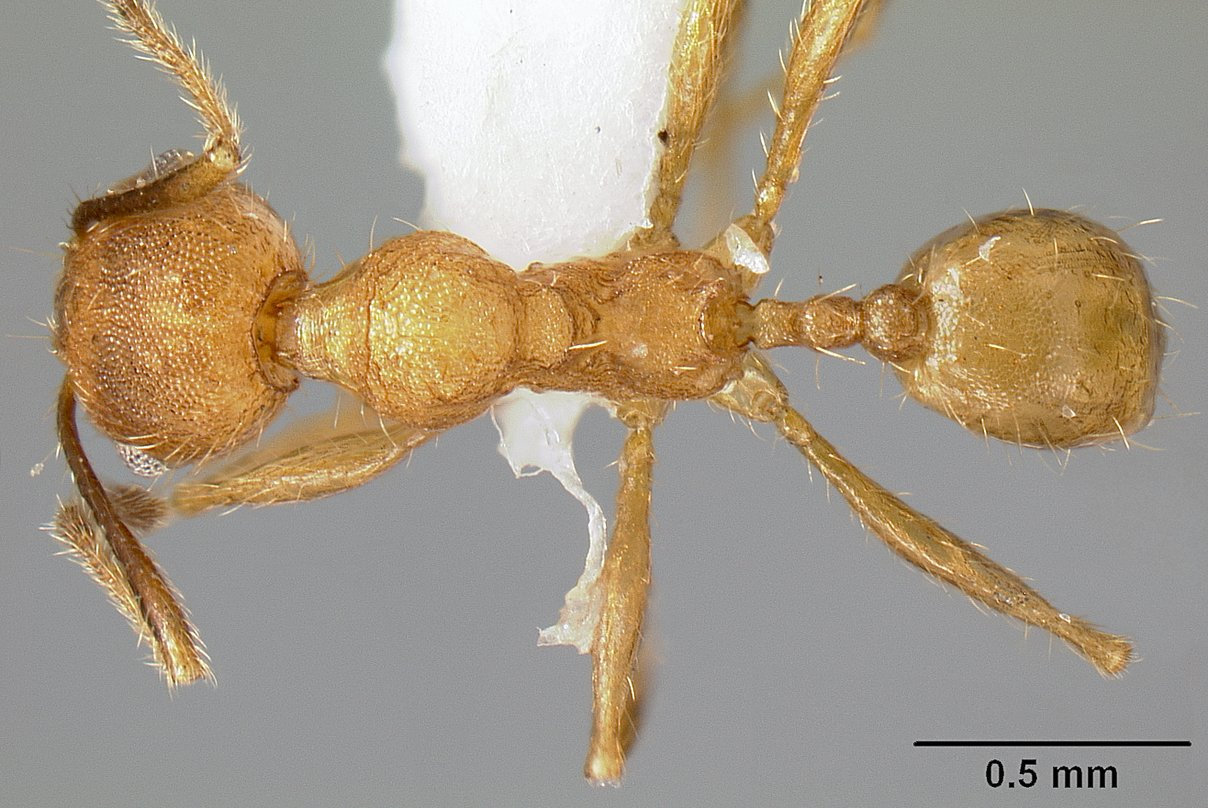